# Ville-en-Selve
Ville-en-Selve är en kommun i departementet Marne i regionen Grand Est (tidigare regionen Champagne-Ardenne) i nordöstra Frankrike. Kommunen ligger i kantonen Verzy som tillhör arrondissementet Reims. År 2022 hade Ville-en-Selve 296 invånare.

## Befolkningsutveckling
Antalet invånare i kommunen Ville-en-Selve
| Referens: INSEE |